# Chica Xavier
Chica Xavier, nome artístico de Francisca Xavier Queiroz de Jesus, (Salvador, 22 de janeiro de 1932 — Rio de Janeiro, 8 de agosto de 2020) foi uma ialorixá, produtora teatral e atriz de teatro, cinema e televisão brasileira. Mesmo sendo mais conhecida pelo grande público por seus trabalhos nas telenovelas da TV Globo, onde eternizou personagens emblemáticas, atuou no teatro nacional por mais de 60 anos destacando-se como grande personalidade da representatividade negra na arte do Brasil.

## Biografia
Chica Xavier nasceu em Salvador, na Quinta da Barra, hoje Barra Avenida, em 22 de janeiro de 1932. Começou a trabalhar com apenas 14 anos de idade, na Imprensa Oficial do Estado da Bahia, como aprendiz de encadernadora.
Em 1953 mudou-se para o Rio de Janeiro, onde estudou teatro com Pascoal Carlos Magno. Três anos mais tarde, em 25 de setembro de 1956, Chica estreava no Teatro Municipal, com a peça Orfeu da Conceição, ao lado de Haroldo Costa, Léa Garcia, Cyro Monteiro, Dirce Paiva, Clementino Kelé, entre outros. Chica fazia o papel da Dama Negra, que simbolizava a Morte e se apresentava declamando versos de Vinícius de Moraes e dançando ao som de atabaques.
Em 1962, Chica estreou no cinema, no filme “Assalto ao Trem Pagador” (1962), dirigido por Roberto Farias. Trabalhou em diversas produções da Rede Globo, Em 1973 Chica estreou oficialmente na TV, na novela “Os Ossos do Barão”. Em alguns registros consta que ela esteve em 69 na novela “A Cabana do Pai Tomás”. Desde então, foram mais de 50 personagens só em televisão. Com destaque para Sinhá Moça, Dancin' Days, Renascer, Pátria Minha, Cara & Coroa, Força de um Desejo e a minissérie Tenda dos Milagres, onde deu vida a mãe-de-santo Magé Bassã.
Em 1999, ela lançou o livro "Chica Xavier canta sua prosa. Cantigas, louvações e rezas para os orixás", prefaciado pelo grande amigo Miguel Falabella, e ilustrado por sua filha, Izabela d'Oxóssi.
Ainda em 1999, foi uma das homenageadas do enredo "Quatro Damas Negras" da escola de samba Lins Imperial, que desfilou na Sapucaí pelo Grupo B do Carnaval Carioca. Ela desfilou na última alegoria, junto as demais homenageadas (Ruth de Souza, Zezé Motta e Léa Garcia).
Em 2006, Chica comemorou dois aniversários importantes: os 50 anos de carreira e as Bodas de Ouro dela e seu marido, o também ator Clementino Kelé. Eles se conheceram em Salvador, onde ambos moravam, num baile de fim de ano. Elegante, perfumadíssimo, falando inglês e cheio de namoradas na época, Kelé também não passou impune por esse encontro. Viviam se esbarrando pelas ruas da capital baiana, até que, seguindo sua vocação, Chica decidiu estudar teatro no Rio de Janeiro. Foi aí que eles se descobriram mais que amigos e sentiram que não podiam se separar.
Em 2010, recebeu o Troféu Palmares, concedido pela Fundação Palmares e o então Ministério da Cultura, por sua contribuição às artes e à cultura afro-brasileira.
Em 2011 ganhou o Centro Cultural Atriz Chica Xavier no Projeto Social No Palco da Vida, coordenado pelo ator Wal Schneider, onde guarda o acervo contando sua carreira no Teatro, TV e Cinema. Em 2013 a escritora Teresa Montero (Biografa da Clarice Lispector) escreveu sua biografia "Chica Xavier: Mãe do Brasil". Nas 178 páginas do livro, Teresa registrou a trajetória da atriz na TV, no cinema e no teatro.
Em 2013, Teresa Montero publicou sua biografia, "Chica Xavier: Mãe do Brasil".
Chica foi homenageada pelo Acadêmicos do Cubango no carnaval de 2020, com o enredo "O Amor Preto Cura:Chica Xavier, a Mãe Baiana do Brasil".

## Vida pessoal
Casou-se em 1956 com o ator Clementino Kelé, que foi seu primeiro e único namorado. Ambos eram amigos desde a adolescência, e só começaram a namorar em 1953, quando Clementino declarou-se para Chica, e decidiu deixar Salvador e vir com ela para o Rio de Janeiro, para juntos tentarem realizar o sonho de trabalhar com artes cênicas, o que conseguiram. Juntos, o casal teve três filhos: Clementino Filho, Izabela e Christina. 
Chica era seguidora do candomblé, e viveu alguns anos em um apartamento no bairro do Humaitá, até que no final dos anos 80 mudou-se para o bairro de Sepetiba, onde iniciou-se como mãe de santo, fundando seu próprio terreiro. Em entrevistas revelou que foi o orixá Exu que lhe deu orientação para conseguir um terreno grande, para que pudesse abrir seu próprio terreiro, a Irmandade do Cercado do Boiadeiro, fundado em 1988. Atualmente os três netos de Chica, Ernesto, Luana e Oranyan, estão coordenando a Irmandade. 

## Morte
Morreu em 8 de agosto de 2020 no Rio de Janeiro, aos 88 anos, em decorrência de um câncer de pulmão.

## Filmografia

### Televisão
| Ano  | Título                             | Papel                    | Nota                          |
| ---- | ---------------------------------- | ------------------------ | ----------------------------- |
| 1968 | Legião dos Esquecidos              | Donana Paixão            |                               |
| 1969 | A Cabana do Pai Tomás              | Lica                     |                               |
| 1973 | Os Ossos do Barão                  | Rosa                     |                               |
| 1975 | Cuca Legal                         | Raquel                   |                               |
| 1975 | Senhora                            | Rosa                     |                               |
| 1975 | O Grito                            | Lázara                   |                               |
| 1976 | Saramandaia                        | Maria das Dores          |                               |
| 1977 | Nina                               | Escolástica              |                               |
| 1978 | Dancin' Days                       | Marlene Antunes da Silva |                               |
| 1979 | Marron Glacê                       | Filomena (Filó)          |                               |
| 1980 | Coração Alado                      | Carmem                   |                               |
| 1981 | Os Imigrantes                      | Biá                      |                               |
| 1981 | Jogo da Vida                       | Joana                    |                               |
| 1982 | Paraíso                            | Mãe de Das Dores         |                               |
| 1983 | Louco Amor                         | Denise                   |                               |
| 1984 | Amor com Amor Se Paga              | Judite                   |                               |
| 1985 | Tenda dos Milagres                 | Magé Bassã               |                               |
| 1985 | O Tempo e o Vento                  | Laurinda                 |                               |
| 1986 | Sinhá Moça                         | Virgínia (Bá)            |                               |
| 1987 | Carmem                             | Mãe de Santo             |                               |
| 1988 | Chapadão do Bugre                  | Jussara                  |                               |
| 1988 | Fera Radical                       | Júlia                    |                               |
| 1988 | O Pagador de Promessas             | Baiana                   |                               |
| 1990 | Fronteiras do Desconhecido         | Odé Deoyn                | Episódio: "Escrava Anastácia" |
| 1990 | Lua Cheia de Amor                  | Hermée                   |                               |
| 1992 | As Noivas de Copacabana            | Rosa                     |                               |
| 1993 | Renascer                           | Inácia de Jesus Galvão   |                               |
| 1994 | Memorial de Maria Moura            | Libânia                  |                               |
| 1994 | Pátria Minha                       | Zilá de Paiva Rangel     |                               |
| 1995 | Cara & Coroa                       | Dinda                    |                               |
| 1996 | O Rei do Gado                      | Madre Gema               |                               |
| 1997 | Por Amor                           | Chica                    |                               |
| 1998 | Dona Flor e Seus Dois Maridos      | Dinorá                   |                               |
| 1999 | Chiquinha Gonzaga                  | Inácia                   |                               |
| 1999 | Força de um Desejo                 | Rosália                  |                               |
| 1999 | Sandy & Júnior                     | Mabel                    | Episódio: "Um Anjo Veio Aqui" |
| 2000 | Aquarela do Brasil                 | Celeste                  |                               |
| 2001 | A Padroeira                        | Feiticeira               |                               |
| 2002 | O Quinto dos Infernos              | Mãe de Santo             |                               |
| 2002 | Esperança                          | Nhá Rita                 |                               |
| 2004 | Um Só Coração                      | Isolina                  |                               |
| 2005 | Carandiru, Outras Histórias        | Rosa                     |                               |
| 2005 | A Lua me Disse                     | Dionísia da Mata         |                               |
| 2007 | Amazônia, de Galvez a Chico Mendes | Irina                    |                               |
| 2007 | Duas Caras                         | Mãe Setembrina Caó       |                               |
| 2010 | A Vida Alheia                      | Eurídice                 | Episódio: "Abandonados"       |
| 2012 | Acampamento de Férias              | Dona Laila               |                               |
| 2012 | Cheias de Charme                   | Cleonice                 |                               |

### Cinema
| Ano  | Título                    | Papel          |
| ---- | ------------------------- | -------------- |
| 1962 | O Assalto ao Trem Pagador | Esposa de Lino |
| 1973 | Um Virgem na Praça        | —              |
| 1975 | Uma Mulata Para Todos     | —              |
| 1979 | A Deusa Negra             | —              |
| 1979 | Lefar-Mu                  | —              |
| 1983 | Inocência                 | Maria Conga    |
| 2001 | A Partilha                | Bá Toinha      |
| 2006 | Só Deus Sabe              | Mãe de Santo   |
| 2010 | Nosso Lar                 | Ismália        |
| 2016 | Mulheres no Poder         | Senadora       |